# Ситовая Меча

Ситовая Меча (Ситова Меча) — река в России, протекает в Тульской области. Левый приток Каменки.

## География
Река Ситовая Меча берёт начало в районе посёлка Центральный Тёпло-Огарёвского района. Течёт на юго-восток, впадает в Каменку у деревни Луговка Каменского района. Устье реки находится в 13 км по левому берегу реки Каменка. Длина реки составляет 25 км, площадь водосборного бассейна 246 км².

## Данные водного реестра
По данным государственного водного реестра России относится к Донскому бассейновому округу, водохозяйственный участок реки — Красивая Меча, речной подбассейн реки — бассейны притоков Дона до впадения Хопра. Речной бассейн реки — Дон (российская часть бассейна).
По данным геоинформационной системы водохозяйственного районирования территории РФ, подготовленной Федеральным агентством водных ресурсов:
- Код водного объекта в государственном водном реестре — 05010100112107000000603
- Код по гидрологической изученности (ГИ) — 107000060
- Код бассейна — 05.01.01.001
- Номер тома по ГИ — 07
- Выпуск по ГИ — 0